# Čermákovice
Obec Čermákovice (německy Tschermakowitz) se nachází v okrese Znojmo v Jihomoravském kraji. Žije zde 100 obyvatel.
Sousedními obcemi sídla jsou Trstěnice, Džbánice, Horní Kounice, Tulešice a Vémyslice.

## Historie
První písemná zmínka o obci pochází z roku 1270.